# Werkkabinet (2014-2019)
Het Werkkabinet (Indonesisch: Kabinet Kerja) was een Indonesisch kabinet dat regeerde in de jaren 2014-2019. Het was het eerste kabinet onder leiding van president Joko Widodo, nadat hij de presidentsverkiezingen van 2014 had gewonnen. Dit was de vijfde keer dat een Indonesisch kabinet de naam 'Werkkabinet' had, na de Werkkabinetten I, II, III en IV tussen 1959 en 1964.
Vicepresident in het Werkkabinet was Jusuf Kalla, die van 2004 tot 2009 ook al vicepresident was in het Verenigd Indonesië-kabinet I. Bij de verkiezingen was Joko Widodo gesteund door zijn partij PDI-P en coalitiepartners NasDem, PKB en Hanura. Na de verkiezingen sloten ook de PPP, PAN en Golkar zich bij de coalitie aan. Jusuf Kalla is lid van die laatste partij, maar bij de verkiezingen had Golkar de tegenkandidaat Prabowo Subianto gesteund.

## Samenstelling

### President en vicepresident
| President   | President | Vicepresident | Vicepresident |
| ----------- | --------- | ------------- | ------------- |
| Joko Widodo |           |               | Jusuf Kalla   |

### Coördinerend ministers
| Nr. | Ministerspost                                                        | Minister                                            | Minister                                                       | Partij |
| --- | -------------------------------------------------------------------- | --------------------------------------------------- | -------------------------------------------------------------- | ------ |
| 1   | Coördinerend Minister voor Politieke, Juridische en Veiligheidszaken |                                                     | Tedjo Edhy Purdijatno (tot 12 augustus 2015)                   | NasDem |
| 1   | Coördinerend Minister voor Politieke, Juridische en Veiligheidszaken |                                                     | Luhut Binsar Panjaitan (van 12 augustus 2015 tot 27 juli 2016) | Golkar |
| 1   | Coördinerend Minister voor Politieke, Juridische en Veiligheidszaken |                                                     | Wiranto (vanaf 27 juli 2016)                                   | Hanura |
| 2   | Coördinerend Minister voor Economische Zaken                         |                                                     | Sofyan Dyalil (tot 12 augustus 2015)                           |        |
| 2   | Coördinerend Minister voor Economische Zaken                         | Darmin Nasution (vanaf 12 augustus 2015)            |                                                                |        |
| 3   | Coördinerend Minister voor Maritieme Zaken en Hulpbronnen            |                                                     | Indroyono Soesilo (tot 12 augustus 2015)                       |        |
| 3   | Coördinerend Minister voor Maritieme Zaken en Hulpbronnen            | Rizal Ramli (van 12 augustus 2015 tot 27 juli 2016) |                                                                |        |
| 3   | Coördinerend Minister voor Maritieme Zaken en Hulpbronnen            |                                                     | Luhut Binsar Panjaitan (vanaf 27 juli 2016)                    | Golkar |
| 4   | Coördinerend Minister voor Menselijke en Culturele Ontwikkeling      |                                                     | Puan Maharani (tot 1 oktober 2019)                             | PDI-P  |
| 4   | Coördinerend Minister voor Menselijke en Culturele Ontwikkeling      | Darmin Nasution (waarnemend, vanaf 1 oktober 2019)  |                                                                |        |

### Ministers
| Nr. | Ministerspost                                                               | Minister                                                        | Minister                                                                 | Partij |
| --- | --------------------------------------------------------------------------- | --------------------------------------------------------------- | ------------------------------------------------------------------------ | ------ |
| 5   | Staatssecretariaat                                                          |                                                                 | Pratikno                                                                 |        |
| 6   | Minister van Binnenlandse Zaken                                             |                                                                 | Tjahjo Kumolo                                                            | PDI-P  |
| 7   | Minister van Buitenlandse Zaken                                             |                                                                 | Retno Lestari Priansari Marsudi                                          |        |
| 8   | Minister van Defensie                                                       |                                                                 | Ryamizard Ryacudu                                                        |        |
| 9   | Minister van Justitie en Mensenrechten                                      |                                                                 | Yasonna Laoly (tot 1 oktober 2019)                                       | PDI-P  |
| 9   | Minister van Justitie en Mensenrechten                                      |                                                                 | Tjahjo Kumolo (waarnemend, vanaf 1 oktober 2019)                         | PDI-P  |
| 10  | Minister van Financiën                                                      |                                                                 | Bambang Brodjonegoro (tot 27 juli 2016)                                  |        |
| 10  | Minister van Financiën                                                      | Sri Mulyani Indrawati (vanaf 27 juli 2016)                      |                                                                          |        |
| 11  | Minister van Energie en Minerale Hulpbronnen                                |                                                                 | Sudirman Said (tot 27 juli 2016)                                         |        |
| 11  | Minister van Energie en Minerale Hulpbronnen                                | Arcandra Tahar (van 27 juli tot 15 augustus 2016)               |                                                                          |        |
| 11  | Minister van Energie en Minerale Hulpbronnen                                |                                                                 | Luhut Binsar Panjaitan (waarnemend, van 15 augustus tot 14 oktober 2016) | Golkar |
| 11  | Minister van Energie en Minerale Hulpbronnen                                | Ignasius Jonan (vanaf 14 oktober 2016)                          |                                                                          |        |
| 12  | Minister van Industrie                                                      |                                                                 | Saleh Husin (tot 27 juli 2016)                                           | Hanura |
| 12  | Minister van Industrie                                                      |                                                                 | Airlangga Hartarto (vanaf 27 juli 2016)                                  | Golkar |
| 13  | Minister van Handel                                                         |                                                                 | Rachmad Gobel (tot 12 augustus 2015)                                     |        |
| 13  | Minister van Handel                                                         | Thomas Trikasih Lembong (van 12 augustus 2015 tot 27 juli 2016) |                                                                          |        |
| 13  | Minister van Handel                                                         |                                                                 | Enggartiasto Lukita (vanaf 27 juli 2016)                                 | NasDem |
| 14  | Minister van Landbouw                                                       |                                                                 | Amran Sulaiman                                                           |        |
| 15  | Minister van Milieu en Bosbouw                                              |                                                                 | Siti Nurbaya Bakar                                                       | NasDem |
| 16  | Minister van Transport                                                      |                                                                 | Ignasius Jonan (tot 27 juli 2016)                                        |        |
| 16  | Minister van Transport                                                      | Budi Karya Samudi (vanaf 27 juli 2016)                          |                                                                          |        |
| 17  | Minister van Maritieme Zaken en Visserij                                    |                                                                 | Susi Pudjiastuti                                                         |        |
| 18  | Minister van Arbeid                                                         |                                                                 | Hanif Dhakiri                                                            | PKB    |
| 19  | Minister van Dorpen, Achtergebleven Gebieden en Transmigratie               |                                                                 | Marwan Jafar (tot 27 juli 2016)                                          | PKB    |
| 19  | Minister van Dorpen, Achtergebleven Gebieden en Transmigratie               |                                                                 | Eko Putro Sandjojo (vanaf 27 juli 2016)                                  | PKB    |
| 20  | Minister van Openbare Werken en Volkshuisvesting                            |                                                                 | Basuki Hadimuljono                                                       |        |
| 21  | Minister van Gezondheid                                                     |                                                                 | Nila Moeloek                                                             |        |
| 22  | Minister van Onderwijs en Cultuur                                           |                                                                 | Anies Baswedan (tot 27 juli 2016)                                        |        |
| 22  | Minister van Onderwijs en Cultuur                                           | Muhadjir Effendy (vanaf 27 juli 2016)                           |                                                                          |        |
| 23  | Minister van Onderzoek, Technologie en Hoger Onderwijs                      |                                                                 | Mohamad Nasir                                                            |        |
| 24  | Minister van Sociale Zaken                                                  |                                                                 | Khofifah Indar Parawansa (tot 17 januari 2018)                           | PKB    |
| 24  | Minister van Sociale Zaken                                                  |                                                                 | Idrus Marham (van 17 januari tot 24 augustus 2018)                       | Golkar |
| 24  | Minister van Sociale Zaken                                                  |                                                                 | Agus Gumiwang Kartasasmita (vanaf 24 augustus 2018)                      | Golkar |
| 25  | Minister van Godsdienst                                                     |                                                                 | Lukman Hakim Saifuddin                                                   | PPP    |
| 26  | Minister van Toerisme                                                       |                                                                 | Arief Yahya                                                              |        |
| 27  | Minister van Communicatie en Informatica                                    |                                                                 | Rudiantara                                                               |        |
| 28  | Minister van Coöperaties en Kleine en Middelgrote Ondernemers               |                                                                 | Anak Agung Gede Ngurah Puspayoga                                         |        |
| 29  | Minister van Vrouwenemancipatie en Kinderbescherming                        |                                                                 | Yohana Yembise                                                           |        |
| 30  | Minister van Benutting van het Staatsapparaat en Bureaucratische Hervorming |                                                                 | Yuddy Chrisnandi (tot 27 juli 2016)                                      | Hanura |
| 30  | Minister van Benutting van het Staatsapparaat en Bureaucratische Hervorming |                                                                 | Asman Abnur (van 27 juli 2016 tot 15 augustus 2018)                      | PAN    |
| 30  | Minister van Benutting van het Staatsapparaat en Bureaucratische Hervorming | Syafruddin (vanaf 15 augustus 2018)                             |                                                                          |        |
| 31  | Minister van Nationale Ontwikkelingsplanning                                |                                                                 | Andrinof Chaniago (tot 12 augustus 2015)                                 |        |
| 31  | Minister van Nationale Ontwikkelingsplanning                                | Sofyan Dyalil (van 12 augustus 2015 tot 27 juli 2016)           |                                                                          |        |
| 31  | Minister van Nationale Ontwikkelingsplanning                                | Bambang Brodjonegoro (vanaf 27 juli 2016)                       |                                                                          |        |
| 32  | Minister van Landzaken en Ruimtelijke Ordening                              |                                                                 | Ferry Mursyidan Baldan (tot 27 juli 2016)                                | NasDem |
| 32  | Minister van Landzaken en Ruimtelijke Ordening                              | Sofyan Dyalil (vanaf 27 juli 2016)                              |                                                                          |        |
| 33  | Minister van Staatsbedrijven                                                |                                                                 | Rini Soemarno                                                            |        |
| 34  | Minister van Jongeren en Sport                                              |                                                                 | Imam Nahrawi (tot 19 september 2019)                                     | PKB    |
| 34  | Minister van Jongeren en Sport                                              |                                                                 | Hanif Dhakiri (waarnemend, vanaf 20 september 2019)                      | PKB    |

### Onderministers
| Nr. | Ministerspost                                     | Minister | Minister                                            | Partij |
| --- | ------------------------------------------------- | -------- | --------------------------------------------------- | ------ |
| 35  | Onderminister van Buitenlandse Zaken              |          | Abdurrahman Mohammad Fachir (vanaf 27 oktober 2014) |        |
| 36  | Onderminister van Financiën                       |          | Mardiasmo (vanaf 27 oktober 2014)                   |        |
| 37  | Onderminister van Energie en Minerale Hulpbronnen |          | Arcandra Tahar (vanaf 14 oktober 2016)              |        |

### Beambten met de status van minister
| Nr. | Ministerspost                          | Minister                                                     | Minister                                                           | Partij |
| --- | -------------------------------------- | ------------------------------------------------------------ | ------------------------------------------------------------------ | ------ |
| 38  | Procureur-generaal                     |                                                              | Andhi Nirwanto (tot 20 November 2014)                              |        |
| 38  | Procureur-generaal                     | Muhammad Prasetyo (van 20 november 2014 tot 21 oktober 2019) |                                                                    |        |
| 39  | Commandant der Strijdkrachten (TNI)    |                                                              | Moeldoko (tot 8 juli 2015)                                         | [ 4 ]  |
| 39  | Commandant der Strijdkrachten (TNI)    | Gatot Nurmantyo (van 8 juli 2015 tot 8 december 2017)        |                                                                    |        |
| 39  | Commandant der Strijdkrachten (TNI)    | Hadi Tjahjanto (van 8 december 2017 tot 17 november 2021)    |                                                                    |        |
| 40  | Hoofd van de Nationale Politie (POLRI) |                                                              | Sutarman (van 25 oktober 2013 tot 16 januari 2015)                 |        |
| 40  | Hoofd van de Nationale Politie (POLRI) | Badrodin Haiti (van 17 januari 2015 tot 13 juli 2016)        |                                                                    |        |
| 40  | Hoofd van de Nationale Politie (POLRI) | Tito Karnavian (van 13 juli 2016 tot 22 oktober 2019)        |                                                                    |        |
| 41  | Secretaris van het kabinet             |                                                              | Andi Widjajanto (van 3 november 2014 tot 12 augustus 2015)         |        |
| 41  | Secretaris van het kabinet             | Pramono Anung (van 12 augustus 2015)                         |                                                                    |        |
| 42  | Presidentiële Stafchef                 |                                                              | Luhut Binsar Panjaitan (van 31 december 2014 tot 2 september 2015) | Golkar |
| 42  | Presidentiële Stafchef                 | Teten Masduki (van 2 september 2015 tot 17 januari 2018)     |                                                                    |        |
| 42  | Presidentiële Stafchef                 | Moeldoko (van 17 januari 2018)                               |                                                                    |        |